# Горне Трговіште
Горне Трговіште (словац. Horné Trhovište) — село в окрузі  Глоговец Трнавського краю Словаччини. Площа села 7,54 км². Станом на 31 грудня 2015 року в селі проживало 600 жителів.

## Історія
Перші згадки про село датуються 1156 роком.

## Населення
| Рік:            | 1994. | 2004.   | 2014.    | 2024.   |
| --------------- | ----- | ------- | -------- | ------- |
| Кількість осіб: | 578   | 548     | 604      | 574     |
| Різниця:        |       | -5,19 % | +10,21 % | -4,96 % |

| Рік:            | 2023. | 2024.   |
| --------------- | ----- | ------- |
| Кількість осіб: | 578   | 574     |
| Різниця:        |       | -0,69 % |